# Joseph Burtt Davy
Joseph Burtt Davy ( 7 de marzo de 1870 Findern, Derbyshire - 20 de agosto de 1940 Birmingham, fue un botánico cuáquero y agrostólogo inglés. Fue el primer curador del Herbario Forestal delInstituto Imperial Forestal al fundarse en 1924.
Asistió a la escuela en Ilkley, West Yorkshire. En 1891 trabaja en el Real Jardín Botánico de Kew como asistente técnico, para luego trasladarse a Estados Unidos donde ingresó en el "Departamento. de Botánica" de la Universidad de California. Allí estudia Agricultura de 1893 a 1896, consiguiendo un puesto de botánico en la "Estación Experimental de Agricultura de California", de 1896 a 1901, describiendo las familias de Cyperaceae y Gramineae para A Flora of Western Middle California de Willis Jepson. Y allí mismo conoce a la que sería su esposa, Alice Bolton (1863-1953), una californiana.
En 1903 oposita y consigue el puesto de botánico y agrostólogo del recientemente fundado "Dto. de Agricultura de Transvaal". Burtt Davy no desperdició tiempo en comenzar una colección de la flora de Transvaal, proceso en el cual adquirió un íntimo conocimiento del material. Sus primeros especímenes procedían de Meintjieskop, Irene y de viajes al oeste de Transvaal - al momento de su retiro en 1913, tenía 14.000 especímenes numerados.
Participó en la fundación de la División Botánica, que luego sería el "Instituto de Investigación Botánica" (Botanical Research Institute, BRI), y luego el "Instituto Nacional de Botánica" (National Botanical Institute, NBI) en 1989 cuando se amalgama con los "Jardines Botánicos Nacionales" (National Botanic Gardens, NBG). Sin embargo, la tendencia burocrática no paró, y una vez más en 2004 pasó a ser el "Instituto Nacional Sudafricano de Biodiversidad" (South African National Biodiversity Institute SANBI).
Uno de sus grandes intereses fueron las introducciones vegetales, materia a la que dedicó mucha atención, importando plantas y semillas de todo el mundo. Fue responsable de introducir cultivos forrajeros, como el teff Eragrostis tef (Zucc.) Trotter, así como el pasto kikuyo Cenchrus clandestinus (Hochst. ex Chiov.) Morrone, 2010. Ayudó a establecer el "Centro de Mejoramiento de maíz de Vereeniging"; publicando su texto sobre el maíz en 1914.
Se muda a su granja 'Burttholm', cerca de Vereeniging, donde con su socio el Hon. Hugh Wyndham, hacen mejoramiento genético vegetal y animal con la raza bovina Hereford. La empresa florece y Burtt Davy puede retirarse yéndose a Inglaterra en 1919, retornando a Kew y trabajando en A Manual of the Flowering Plants & Ferns of the Transvaal with Swaziland, Parte 1 que aparece en 1926, y la Parte 2 en 1932; donde sus ilustraciones para esa valiosa obra taxonómica las realiza su mujer, Alice Bolton Davy.
Será lector en Botánica tropical forestal en el "Imperial Forestry Institute" de Oxford. Allí también da comienzo a las series Forest Trees & Timbers of the British Empire.

## Honores
Es galardonado con un Ph.D. de Cambridge en 1925. Y otro por Oxford ( D.Phil.) en 1937.

### Epónimos
- Aloe davyana Schönland
- Acacia davyi N.E.Br. 1908
- Ficus burtt-davyi Hutch. 1916

- La abreviatura «Burtt Davy» se emplea para indicar a Joseph Burtt Davy como autoridad en la descripción y clasificación científica de los vegetales.[3]